# Ghana ai Giochi della XXXII Olimpiade
Il Ghana ha partecipato ai Giochi della XXXII Olimpiade, che si sono svolti a Tokyo, Giappone, dal 23 luglio al 8 agosto 2021 (inizialmente previsti dal 24 luglio al 9 agosto 2020 ma posticipati per la pandemia di COVID-19) con  14 atleti in 5 discipline.

## Medaglie
| Riepilogo quotidiano | Riepilogo quotidiano | Riepilogo quotidiano | Riepilogo quotidiano | Riepilogo quotidiano | Riepilogo quotidiano | Riepilogo quotidiano |
| -------------------- | -------------------- | -------------------- | -------------------- | -------------------- | -------------------- | -------------------- |
| Giorno               | Data                 |                      |                      |                      | Totale               |                      |
| 11º                  | 3                    | 0                    | 0                    | 1                    | 1                    |                      |
| Totale               | Totale               | 0                    | 0                    | 1                    | 1                    |                      |

### Medagliere per disciplina
| Sport    | Oro | Argento | Bronzo | Totale |
| -------- | --- | ------- | ------ | ------ |
| Pugilato | 0   | 0       | 1      | 1      |
| Totale   | 0   | 0       | 1      | 1      |

### Medaglie di bronzo
| Medaglia | Nome         | Sport    | Evento              |
| -------- | ------------ | -------- | ------------------- |
| Bronzo   | Samuel Takyi | Pugilato | Pesi piuma maschili |

## Risultati

### Atletica leggera
| Q | Qualificato al turno successivo per la posizione in qualificazione                                                           |
| q | Qualificato per il turno successivo per ripescaggio o, negli eventi su campo, conquistando la misura minima per qualificarsi |

Maschile
Eventi su pista e strada
| Atleta                                                                               | Evento      | Batteria  | Batteria  | Semifinale      | Semifinale      | Finale          | Finale          |
| Atleta                                                                               | Evento      | Risultato | Posizione | Risultato       | Posizione       | Risultato       | Posizione       |
| ------------------------------------------------------------------------------------ | ----------- | --------- | --------- | --------------- | --------------- | --------------- | --------------- |
| Benjamin Azamati-Kwaku                                                               | 100 m piani | 10"13     | 4°        | non qualificato | non qualificato | non qualificato | non qualificato |
| Joseph Amoah                                                                         | 200 m piani | 20"35     | 3 Q       | 20"27           | 4               | non qualificato | non qualificato |
| Sarfo Ansah Benjamin Azamati-Kwaku Joseph Oduro Manu Sean Safo-Antwi Emmanuel Yeboah | 4×100 m     | 38"08     | 5         | non qualificato | non qualificato | non qualificato | non qualificato |

### Judo
| Atleta       | Evento         | Preliminari          | 16-esimi             | Ottavi               | Quarti               | Semifinali           | Ripescaggio          | Med. bronzo          | Finale               | Posizione       |
| Atleta       | Evento         | Avversario Risultato | Avversario Risultato | Avversario Risultato | Avversario Risultato | Avversario Risultato | Avversario Risultato | Avversario Risultato | Avversario Risultato | Posizione       |
| ------------ | -------------- | -------------------- | -------------------- | -------------------- | -------------------- | -------------------- | -------------------- | -------------------- | -------------------- | --------------- |
| Kwadjo Anani | 90 kg maschile | Bye                  | Gwak P 000-010       | Non qualificato      | Non qualificato      | Non qualificato      | Non qualificato      | Non qualificato      | Non qualificato      | Non qualificato |

### Nuoto
| Atleta        | Gara                        | Batterie | Batterie | Semifinali      | Semifinali      | Finale          | Finale          |
| Atleta        | Gara                        | Tempo    | Pos.     | Tempo           | Pos.            | Tempo           | Pos.            |
| ------------- | --------------------------- | -------- | -------- | --------------- | --------------- | --------------- | --------------- |
| Abeku Jackson | 100 m farfalla maschili     | 53"39    | 45º      | Non qualificata | Non qualificata | Non qualificata | Non qualificata |
| Unilez Takyi  | 50 m stile libero femminili | 27"85    | 57ª      | Non qualificata | Non qualificata | Non qualificata | Non qualificata |

### Pugilato
| Atleta       | Evento              | 16-esimi             | Ottavi               | Quarti               | Semifinali           | Med. bronzo          | Finale               | Posizione       |
| Atleta       | Evento              | Avversario Risultato | Avversario Risultato | Avversario Risultato | Avversario Risultato | Avversario Risultato | Avversario Risultato | Posizione       |
| ------------ | ------------------- | -------------------- | -------------------- | -------------------- | -------------------- | -------------------- | -------------------- | --------------- |
| Kwadjo Anani | Pesi mosca maschile | Marte V 3-2          | Veitía P 0-5         | non qualificato      | non qualificato      | non qualificato      | non qualificato      | non qualificato |
| Samuel Takyi | Pesi piuma maschile | Bye                  | Caicedo V 5-0        | Ávila V 3-2          | Ragan P 1-3          | N.D.                 | non qualificato      | Bronzo          |
| Shakul Samed | Pesi mediomassimi   | Bye                  | Bayram Nalkan P CDA  | non qualificato      | non qualificato      | non qualificato      | non qualificato      | non qualificato |

### Sollevamento pesi
| Atleta          | Evento         | Strappo   | Strappo    | Slancio   | Slancio    | Totale | Classifica |
| Atleta          | Evento         | Risultato | Classifica | Risultato | Classifica | Totale | Classifica |
| --------------- | -------------- | --------- | ---------- | --------- | ---------- | ------ | ---------- |
| Christian Amoah | 96 kg maschile | 145 kg    | 14º        | 170 kg    | 13º        | 315 kg | 12º        |